# Sir Gabriel Wood’s Mariners’ Home

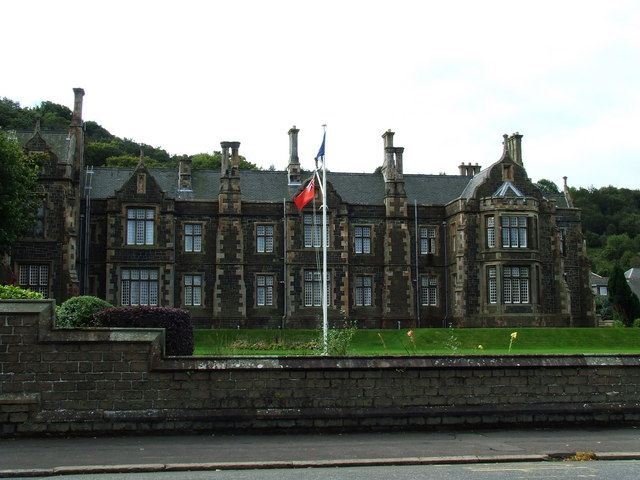
Sir Gabriel Wood’s Mariners’ Home

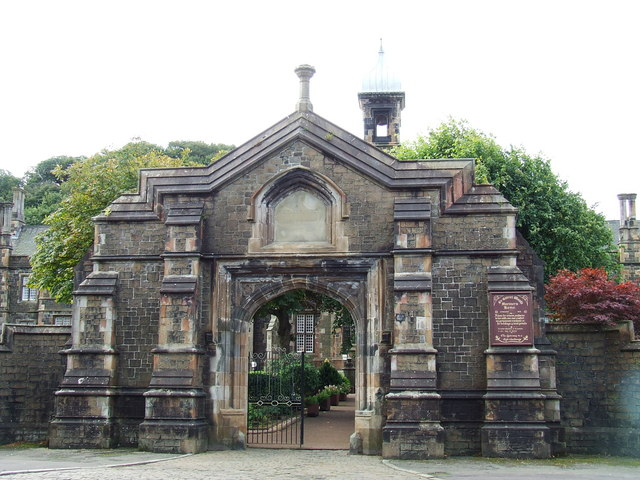
Eingangsportal

Das Sir Gabriel Wood’s Mariners’ Home, ursprünglich Sir Gabriel Wood’s Mariners’ Asylum, ist eine Pflegeeinrichtung in der schottischen Stadt Greenock in Inverclyde. 1971 wurde das Bauwerk in die schottischen Denkmallisten in der höchsten Kategorie A aufgenommen.

## Geschichte
Im Jahre 1845 verstarb der 1767 in Gourock geborene Kaufmannssohn Gabriel Wood. In seinem letzten Willen verfügte er die Errichtung einer Pflegeeinrichtung für Seeleute in  der Hafenstadt Greenock. Die Grundsteinlegung nahm Michael Shaw-Stewart, 7. Baronet im Oktober 1850 vor. Die Gesamtkosten beliefen sich auf 8500 £. Träger der Einrichtung ist heute die British Sailor’s Society. Neben betreutem Wohnen besitzt das Sir Gabriel Wood’s Mariners’ Home seit 1998 eine spezielle Station für Patienten mit dem Korsakow-Syndrom.

## Beschreibung
Das Sir Gabriel Wood’s Mariners’ Home liegt im Nordwesten Greenocks an der Newark Street. Als Architekt war D. Mackintosh mit der Planung des 1851 fertiggestellten Bauwerks betraut. Das weitläufige, zweistöckige Gebäude besteht aus grob in Quaderform gehauenem Bruchstein. Die Gebäudekanten sind mit Ecksteinen abgesetzt. Die Frontseite des symmetrischen Gebäudes weist nach Norden zum Firth of Clyde hin. Oberhalb des zentralen Eingangsbereiches thront ein Glockenturm.